# Hino da Bahia
O Hino ao Dois de Julho, ou Hino Oficial do Estado da Bahia, é o hino e um dos símbolos oficias do estado brasileiro da Bahia, tendo sua adoção oficial ocorrida em 2010. Tem sua letra composta por Ladislau dos Santos Titara em 1824 e melodia de José dos Santos Barreto, ambos combatentes da Guerra da Independência do Brasil. Desde sua adoção oficial, é reproduzido em solenidades governamentais dos poderes estaduais executivo, legislativo e judiciário, como também em eventos esportivos e congressos realizados no estado.
Traz como tema a independência brasileira e o caráter nacional dos episódios em território baiano. Assim, faz alusão ao 2 de julho de 1823 — data maior do estado, quando, após as lutas da Independência da Bahia iniciadas em 1821, a Bahia libertou-se do jugo português. Refere-se às batalhas de Cabrito e Pirajá nas quais, com o sangue baiano, foi conquistada a separação de Portugal e consolidada a independência do país. Também associa a dominação portuguesa ao despotismo e à tirania ao passo que coloca a identidade brasileira como opositora a tais formas de governo.
Além disso, seus versos iniciais comparam o tempo chuvoso do 1.º de julho de 1823 com o dia seguinte, ensolarado. Contudo, diante do status posto ao 7 de setembro de 1822 como Dia da Independência e seus significados, leituras posteriores interpretam tais versos como uma contraposição entre as datas do Sete de Setembro (grito do Ipiranga) e do Dois de Julho (expulsão de tropas portuguesas da Bahia) pela qual se confere maior importância à segunda. Noutro aspecto, os versos que contestam a tirania e despotismo são vistos como um brado cívico democrático e costumam ser usados contra discursos autoritários, apologias a fases ditatoriais da história brasileira e personalidades antidemocráticas.

## História
Em meio às lutas e posterior comemoração à vitória sobre as tropas recolonizadoras de Madeira de Melo a mando do Império Português, várias letras foram compostas para marcar a data, seus personagens heroicos e o feito. Nesse contexto, Ladislau dos Santos Titara lutou em batalhas pela separação da Bahia de Portugal e nesse âmbito conheceu o cachoeirano José Barreto. Em 1824, compôs a letra do Hino ao Dois de Julho, no ano seguinte à vitória independentista, conforme pesquisa do jornalista Nelson Cadena, e deixou a melodia por conta de Barreto. Uma segunda composição foi feita pelo mesmo autor em 1828 e também escreveu outras estrofes sobre episódios da guerra tais quais as do livro Paraguassú: epopéia da guerra da Independência na Bahia. Contudo, não viu em vida a dimensão alcançada por sua primeira composição. Parte dessas e outras obras estão no Arquivo Público do Estado da Bahia.
Décadas mais tarde, o Brasil passou a ter um regime republicano e federativo e a Constituição brasileira de 1891 transformou as províncias do Império em estados e possibilitou aos mesmos a adoção de símbolos próprios. Apesar disso, a primeira constituição baiana, de 1891, não mencionou qualquer símbolo representativo para o estado. Essa situação mudou com a Constituição do Estado da Bahia de 1935, na medida em que estabeleceu dentre suas disposições gerais que "O Estado e os Municípios adotarão a bandeira, o hino, o escudo e as armas nacionais, sem prejuízo, porém, da faculdade de estes e aquele instituírem, por lei, escudo e insígnias próprias, para as coisas de seu domínio, uso e economia, respeitada a legislação federal sobre o assunto." Porém, a ditadura do Estado Novo (1937-1945), em nome de uma unidade nacional, vetou o uso de símbolos estaduais, o que ficou em vigor até a revisão do assunto pelos constituintes e revogação com a promulgação da Constituição brasileira de 1946. Dessa forma, a constituição baiana de 1947 previu como símbolos o hino e o brasão de armas em vigor até então.
Sob a Ditadura Militar (1964-1985), a Constituição Estadual de 1967 introduziu dentre suas disposições preliminares que "São símbolos do Estado a bandeira, as armas e o hino vigorantes na data da promulgação desta constituição, ou os que forem adotados em lei". Findada a ditadura, veio uma nova constituição para o país e para a Bahia. Em vigor desde então, a Constituição Estadual de 1989 definiu dentre suas disposições gerais apenas que "São símbolos do Estado a bandeira, o hino e as armas".
Por muito tempo de todo esse período, o Hino ao Senhor do Bonfim — criado em 1923 e em referência ao centenário do Dois de Julho — desempenhou comumente o papel de hino extraoficial baiano. Mesmo inexistindo hino oficialmente especificado, projetos de lei (PL) foram apresentados na Assembleia Legislativa da Bahia por parlamentares com o fim de regular a execução do hino. Enquanto deputada estadual pela Bahia, Lídice da Mata propôs legislação para oficialização do Hino ao Dois de Julho como o hino oficial estadual por meio do Projeto de Lei n. 11.738 de 1999. Em 2009 e 2010, o poder executivo estadual também enviou à Assembleia projetos de lei para oficialização do hino. Somente em 20 de abril de 2010, o então governador Jaques Wagner sancionou a Lei estadual n. 11 901, publicada no Diário Oficial do Estado de 21 de abril de 2010, que especificou o Hino ao Dois de Julho como o hino oficial estadual. Em 2011, o Decreto estadual n. 13 487 de 2 de dezembro de 2011 com normas do cerimonial do poder executivo baiano, dentre as quais aquelas relativas à execução do hino estadual em cerimônias e solenidades.
Posteriormente à oficialização do Hino ao Dois de Julho, deputados estaduais propuseram outros hinos para âmbitos específicos: hino oficial ao São João do Estado da Bahia (PL./22.352/2017, de Alan Castro) e hino oficial à bandeira do estado da Bahia (PL./21.451/2015, de Luiza Maia). Também em consequência à adoção oficial, sua reprodução é obrigatória antes de partidas de futebol profissional na Bahia.